# Wierzynek

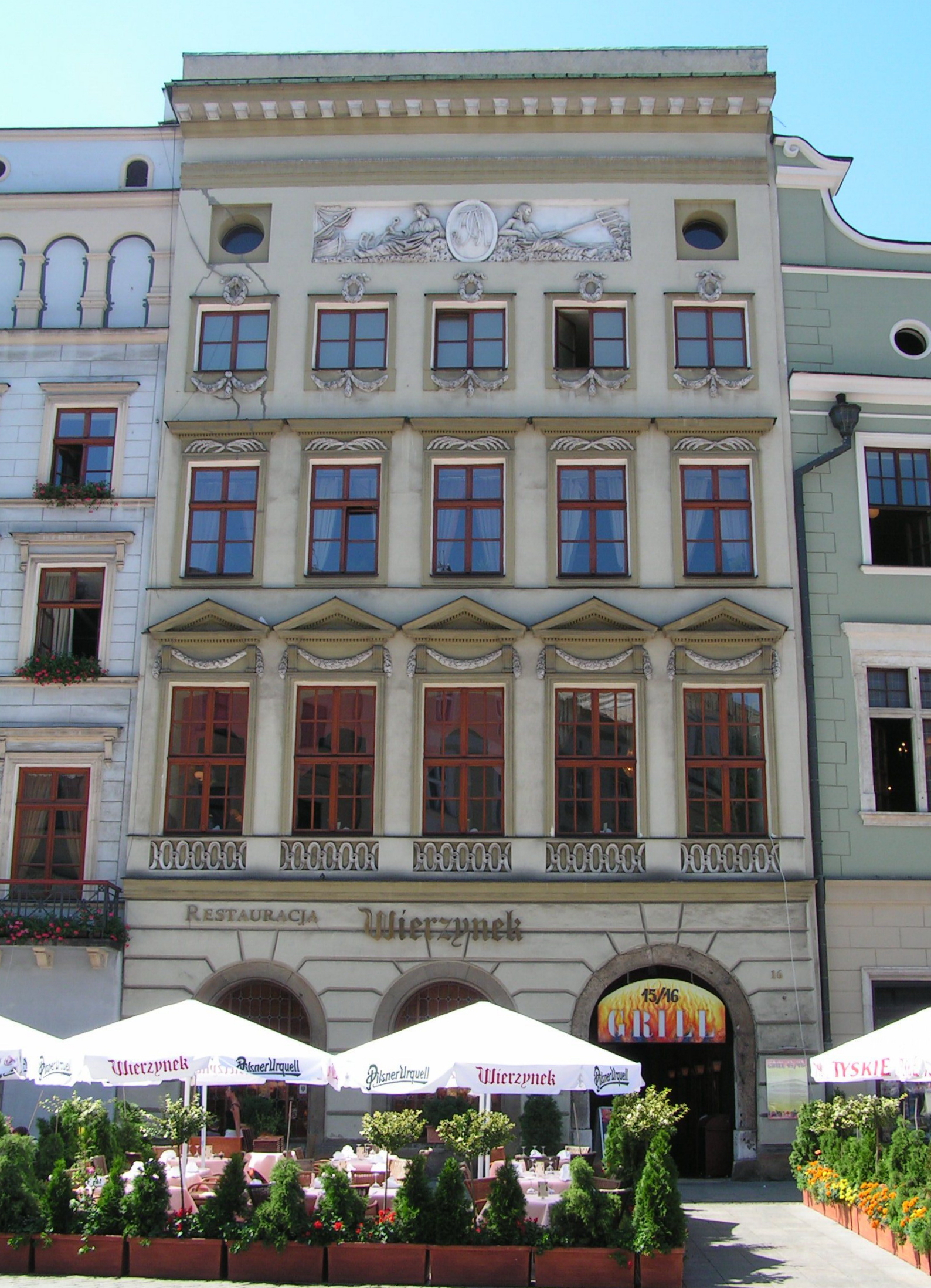
Wierzynek ở Kamienica Morsztynowska

Wierzynek là một nhà hàng nằm tại Quảng trường chính của Phố cổ Kraków. Nó chiếm bốn tầng và có sức chứa 200 khách. Có tám phòng ăn riêng biệt bao gồm Phòng Pompeii của Ý, Phòng Tatra, Phòng Đồng hồ, Phòng Hiệp sĩ và Phòng Tưởng tượng.
Nhiều nhà lãnh đạo thế giới và những người nổi tiếng đã đến thăm nhà hàng bao gồm Charles de Gaulle, Fidel Castro, Sophie Marceau và Kate Moss.